# Pierre de Melun
 Cet article contient du texte dont le contenu se trouve dans le domaine public. Voir Bibliographie, Melun (Pierre de), Académie royale de Belgique, Biographie nationale, 1897.
Pour les articles homonymes, voir Melun (homonymie).
Pierre de Melun (1550 - probablement à Antoing † 1594 - en France), prince d'Épinoy, marquis de Richebourg, baron d'Antoing, était un militaire du XVIe siècle. Il fut connétable et sénéchal héréditaire de Hainaut, grand maître d'hôtel du gouverneur général des Pays-Bas, grand bailli de la ville et château de Tournai et Tournaisis.

## Biographie
Lors de la coalition de la noblesse des Pays-Bas espagnols contre la politique du roi d'Espagne, Philippe II, Pierre de Melun fut un des opposants les plus décidés de la noblesse. Son frère, Robert de Melun, a signé le Compromis des nobles. En vain le roi voulut faire passer Pierre de Melun dans les rangs des royalistes, il resta attaché à ses convictions politiques.
Ses biens furent en conséquence confisqués pour cause de félonie en 1577. Il passèrent, en vertu d'une donation royale, à son frère Robert, qui s'était complètement réconcilié avec son souverain, après lui avoir fait une opposition aussi décidée que celle de Pierre. De là une haine implacable entre les deux frères. Pierre la poussa à tel point qu'il dénonça Robert aux États comme un personnage vendu aux Espagnols. À la suite du décès de Robert, ses biens passèrent à leur sœur, femme du comte de Ligne.

### Tournai
Le dévouement de Pierre au parti des États lui valut la nomination (octobre 1576) de gouverneur et de grand bailli des ville et château de Tournai et Tournaisis, de superintendant général de la ville de Valenciennes et de la citadelle de Cambrai (13 octobre 1579), de Landrecies, Bouchain, Tournai et Tournaisis, et pays circonvoisins et de toutes les villes, places et forteresses d'Artois, de Hainaut, de Lille, de Douai, et d'Orchies. Par lettres patentes des États généraux, et de l'archiduc Matthias, il fut créé superintendant de l'Artois, afin de combattre Alexandre Farnèse et les Wallons réconciliés avec le roi.
Ces différentes fonctions lui donnèrent une position des plus marquantes dans les provinces wallonnes et même en Flandre. À Anvers, où il s'était rendu (1580), en compagnie d'Adrien de Baillœuil et du seigneur de Voisins, il fut reçu avec enthousiasme. Ensuite les États le nommèrent général de leur cavalerie (8 mars 1581). Son séjour en cette ville donna lieu à une série de fêtes, auxquelles il prit une large part, en y donnant un grand banquet en l'honneur du prince de Condé et d'autres agents de France. Régulièrement il assista au séances des États généraux dans cette ville. Il leur fit une« admonestation ou remontrances » en langue latine au nom de l'archiduc Matthias.

Enfin, il retourna (29 juillet 1580) à Tournai, où les affaires des États ne se présentaient pas sous un jour très favorable, depuis la réconciliation des provinces wallonnes avec le roi. Par suite de ce revirement, Tournai était devenu (1581) le grand centre des dissidents wallons, le refuge de tous les réformés des provinces méridionales des Pays-Bas. Ce qui faisait dire par Strada : 

« Pierre de Melun gouvernait plus Tournai et le Tournaisis plus en maître qu'en qualité de gouverneur. Il croyait qu'il était nécessaire d'ouvrir en cette ville un azile à tout le monde. »

Néanmoins le prince n'allait pas jusqu'à se montrer défavorable aux intérêts des catholiques. Volontiers il recommandait aux États de Flandre la demande de l'évêque de Tournai et de son chapitre tendant à pouvoir jouir de leurs biens en cette province. Ses tendances à la conciliation, en fait de religion, allaient jusqu'au point de s'opposer à la réunion par trop nombreuse à Tournai des personnes qui y furent appelées par un nouveau ministre protestant, probablement Pasquier Ramoir (16 juillet 1580). Ce qui ne l'empêchait pas d'être en bonnes relations avec le théologien Jean Taffin.
Toujours préoccupé de la défense de Tournai contre les attaques des Espagnols, il ne cessait de demander aux États de Flandre des secours d'hommes et d'argent, le payement de la solde des soldats anglais mis à son service, spécialement lorsque l'ennemi s'était emparé de Mortagne, de Saint-Amand et d'Antoing. Il avait compris que Tournai était le dernier boulevard de l'opposition wallonne contre la domination espagnole, comme Anvers l'était pour les populations flamandes. Parfaitement au courant de cette situation, le prince d'Orange soutenait de Melun avec ténacité. Le 7 octobre 1579, celui-ci était arrivé inopinément à Valenciennes, en compagnie d'une douzaine de cavaliers. Il voulait s'emparer de cette ville pour le compte des États, en y introduisant un détachement de troupes placé en embuscade dans les environs de cette place. Il voulait en même temps convoquer le peuple sur la Grand'Place. Le beau-frère de Pierre, Philippe II de Lalaing, récemment acquis au parti des malcontents, contribua à faire avorter cette entreprise, qui, si elle avait réussi, aurait contribué à maintenir Tournai contre l'Espagne. Afin de pouvoir mieux défendre cette ville contre les attaques des Espagnols, Melun emporta (mars 1580) les châteaux de Wez, de Merlin, d'Halewin et de Templeuve, qu'il fit raser, sauf celui de Wez. Condé fut également conquis par lui, mais il ne put s'y maintenir par suite du défaut de fortifications. Quant à Saint-Ghislain, cette ville fut prise, sur ses ordres, par un troupe d'Anglais et de Wallons (4 septembre 1580). Son activité était telle qu'il parvint, en dépit de grandes difficultés, à faire entrer dans Tournai quelques compagnies de soldats anglais, dont la magistrat refusa de payer la solde, à l'exemple des États de Flandre.

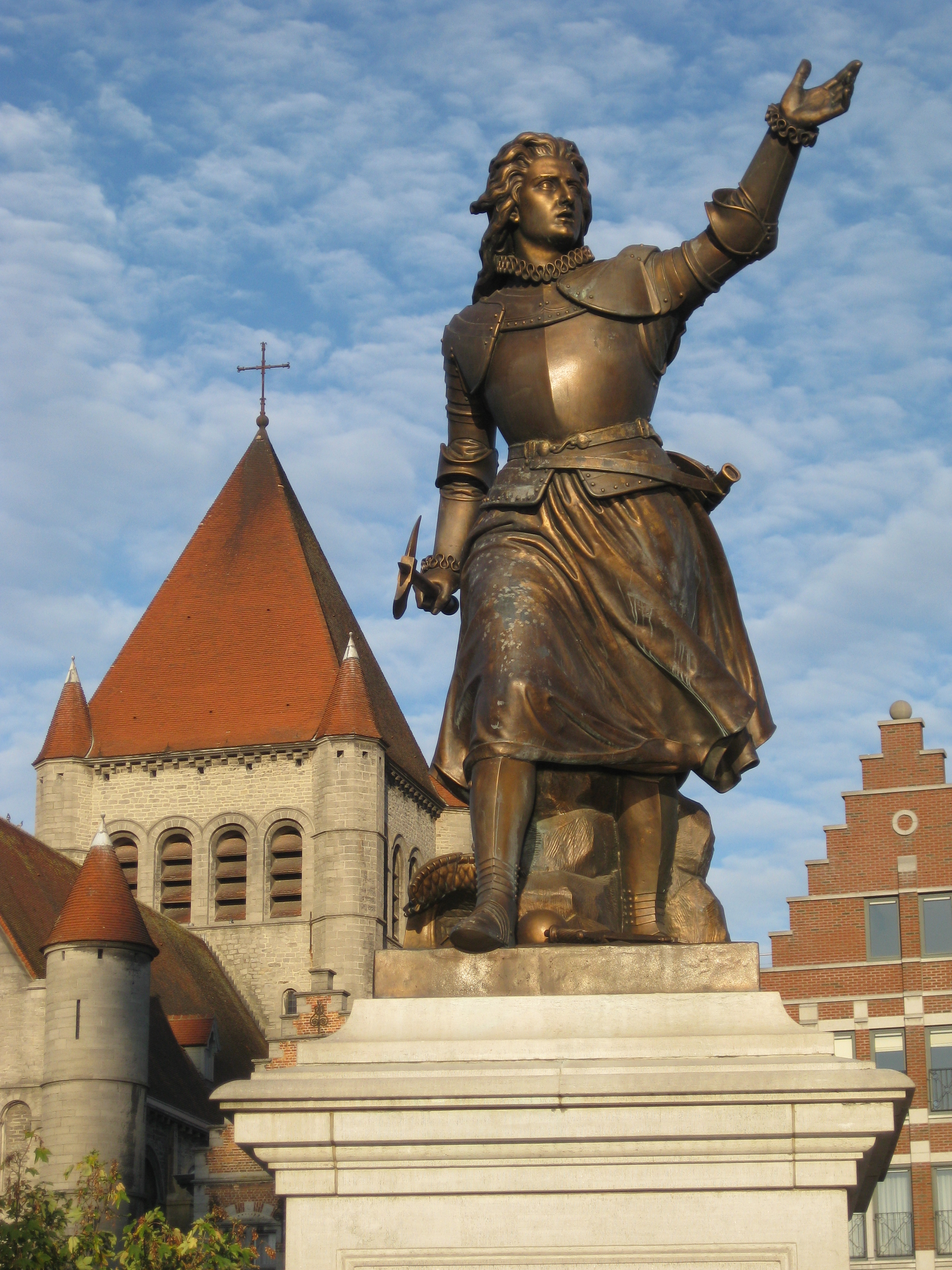
Statue élevée à Tournai en l'honneur de Philippe-Christine de Lalaing.

Au milieu de ces luttes continuelles et de ces embarras sans fin, la mère du prince vint le trouver (30 décembre 1580). Soutenue et excitée par le conseiller Richardot, elle engagea son fils à se soumettre au roi. En réponse à ces exhortations maternelles, il se mit à la tête de quelques troupes destinées à attaquer Gravelines, en laissant le soin de la défense de Tournai à son lieutenant et à sa femme, Marie-Philippine de Lalaing, qu'il avait épousée en 1572. Au moment de quitter Tournai, il ne trouvait pas mieux de prévenir le prince d'Orange que Farnèse attaquait cette ville, malgré l'approche de l'hiver. Le généralissime espagnol arriva inopinément devant la place (1er octobre 1581). Malgré des prodiges de valeur, les assiégés, encouragés par la princesse d'Espinoy, furent obligés de se rendre. Celle-ci obtint (29 novembre 1581) des conditions favorables pour elle et ses troupes. Elle put se rendre à Audenarde ; quant à son mari, il se réfugia en Hollande auprès du Taciturne.

### L'exil
À Flessingue il fut du nombre des seigneurs belges qui reçurent dans ce port le duc d'Alençon lors de son retour d'Angleterre (10 février 1582) pour se faire proclamer souverain des Pays-Bas. Melun assista à toutes les fêtes qui eurent lieu à Anvers lorsque « D'Alençon » y fut inauguré, et entretint avec le nouveau prétendant des correspondances assez suivies.
Ensuite il se rendit à Gand en compagnie du prince d'Orange, avec lequel il entra en correspondance. Quand il s'aperçut enfin de la mauvaise situation de son parti, il partit pour la France. Son rôle était fini.
Par suite du décès de sa première femme, il épousa (19 août 1586) Hippolyte de Montmorency-Bours. À sa mort, ses enfants revendiquèrent, dans les Pays-Bas espagnols, les biens de leur père. Le roi de France (Henri IV) intervint auprès des archiducs Albert et Isabelle en leur faveur pendant l'année 1602. Les parties firent un accord qui fut approuvé par les souverains le 16 août de la même année.

## Ascendance et postérité
Pierre de Melun était le fils d'Hugues II de Melun, comte d'Épinoy et d'Yolande « de Barbançon », dame de Werchin.
Postérité
- Melun se maria deux fois :
  - ∞ 1°. le 2 juillet 1572, avec Philippote Christine de Lalaing, fille de Charles II de Lalaing (vers 1506 † 1558), comte de Lalaing et Marie de Montmorency-« Nivelle » ( † 5 février 1570) :
    - Ils auraient eu ensemble deux fils selon Roglo[2]. Selon Racines et Histoire, ils n'auraient eu qu'un fils, mort en bas âge[3].

  - ∞ 2°. le 19 août 1586 avec Hippolyte (1560 † 1616), fille de Jean de Montmorency (vers 1520 † vers 1579), seigneur de Bours, de Guéchart et de Villeroye, et de Bernarde Gaillard de Longjumeau (1530 † 1580). Ensemble, ils eurent :
    - Guillaume III (1588 † 1635), prince d'Epinoy, marquis de Richebourg, vicomte de Gand et de Beaussart,
      - Marié deux fois, dont postérité ;

    - Anne (vers 1590 † 18 octobre 1666), mariée le 4 septembre 1611 avec Alexandre Ier de Bournonville (14 septembre 1585 † 12 mars 1656), 1er duc de Bournonville, comte de Hénin-Liétard, vicomte et baron de Barlin et de Houllefort, seigneur de Capres, chevalier de la Toison d'or (1624, brevet n°359), dont postérité :
      - Les ducs de Bournonville ;

    - Hippolyte Anne ( † 16 février 1615), mariée le 21 septembre 1610 avec Philippe-Charles (1587-1640), prince d'Arenberg, dont postérité (deux filles) ;
    - Henri ( † Tué en duel en 1607), marquis de Richebourg ;
    - Henri ( † juin 1601) ;
    - Mathias ;
    - Henri-Anne ( † novembre 1630), marquis de Richebourg, vicomte de Gand.